# Giuseppe Valerga
Giuseppe Valerga (Loano, 9 de abril de 1813 – Jerusalém, 2 de dezembro de 1872) foi um clérigo católico romano italiano, Patriarca Latino de Jerusalém de 1847 até sua morte, o primeiro residente desde as Cruzadas, e Grão-Mestre da Ordem Equestre do Santo Sepulcro de Jerusalém.

## Primeiros anos
Giuseppe Valegra foi o quinto ou o sétimo filho de uma numerosa família. Entrou no seminário de Albenga assim que terminou seus estudos; contudo, por dificuldades financeiras e conflitos no seminário, foi expulso do seminário por um ano inteiro. Ele continuou a estudar o programa do seminário por conta própria e trabalhou para sustentar sua família. Depois, decidiu continuar seus estudos em Roma com alguns de seus irmãos.
Foi ordenado ao sacerdócio em 17 de dezembro de 1836. Após isso, trabalhou na Propaganda Fide, onde supervisionou a seção dos documentos emitidos em latim, grego e árabe. Em junho de 1842, foi nomeado secretário do Delegado Apostólico no Líbano e do Vigário Apostólico de Alepo, Monsenhor Francisco Vilardell. De 1842 a 1847, juntou-se ao Monsenhor Marie-Laurent Trioche, Delegado Apostólico da Mesopotâmia e Pérsia. Em seu novo posto, Valerga cooperou com a Igreja Caldeia e os Dominicanos em Mosul.
Durante sua primeira missão na igreja na Síria, ele e seu companheiro de viagem foram atacados por invasores que roubaram toda a sua bagagem e os abandonaram no meio do deserto, machucados e despidos. Em Mosul, Valerga também quase foi morto durante períodos de tensão entre cristãos e muçulmanos. Foi um muçulmano que salvou sua vida e o levou ao Consulado Francês. Finalmente, quando se tornou Vigário Geral da Caldeia, ele fez alguns inimigos e foi atacado por dois cavaleiros enquanto voltava da missa. Em Mosul, conheceu o arqueólogo e cônsul francês Paul-Émile Botta e se tornaram amigos. Foi por sugestão de Valerga que Botta empreendeu escavações no que acabou sendo o sítio de Nínive.
Em 1847, Monsenhor Trioche enviou o Padre Valerga a Roma para discutir alguns dos assuntos da Delegação Apostólica da Mesopotâmia e Pérsia, com a Propaganda Fide. Enquanto isso, o Papa Pio IX pretendia convocá-lo para uma nova missão. Em Istambul, a caminho de Roma, ele recebeu uma carta urgente do Cardeal Franzoni, prefeito da Propaganda Fide, convocando-o para tratar assuntos importantes. Valerga chegou a Roma no final de junho. O papa decidiu restabelecer a Sé Patriarcal Latina em Jerusalém e Valerga foi escolhido para esta tarefa.

## Patriarca Latino de Jerusalém
Giuseppe Valerga foi nomeado aos 3 de outubro de 1847 como Patriarca Latino de Jerusalém; recebeu a consagração episcopal no dia 10 de outubro seguinte, pelo Papa Pio IX, na capela do Quirinal, assistido por Giovanni Giuseppe Canali, Patriarca Titular de Constantinopla, e Giovanni Niccolò Tanari, Patriarca Titular de Antioquia. O Patriarca chegou a Jafa em 15 de janeiro de 1848 e foi recebido dois dias depois em Jerusalém, pela Custódia da Terra Santa, representantes das denominações cristãs, cônsules, dignitários da cidade, governo otomano e uma enorme multidão.

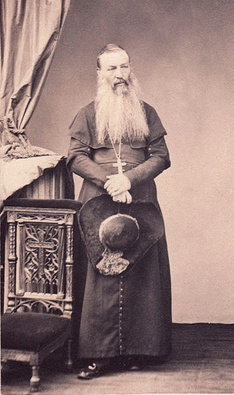
Patriarca Giuseppe Valerga

Dada a inexistência da estrutura da diocese, Valerga tornou-se hóspede dos franciscanos da Custódia e precisou contar com a colaboração de seus religiosos. Além das dificuldades com os poucos mais de 4 mil fiéis latinos, a cooperação com os franciscanos tornou-se conflituosa, pois se ressentiam do fato de o novo patriarca ter assumido parte de seus privilégios e prerrogativas. Diante dos conflitos, o Patriarca viajou a Europa, para tratar com a Cúria e outras autoridades; Mons. Valerga chegou a sugerir sua renúncia, mas Pio IX recomendou que continuasse em sua função.
Em 17 de janeiro de 1848, Mons. Valerga foi o último a receber a medalha da Ordem Equestre do Santo Sepulcro de Jerusalém, condecorado diretamente pelo vigário Custódio da Terra Santa. O Patriarca assumiu a direção da Ordem, com a missão de reavivá-la; ainda em 1848, ele submeteu a Santa Sé um projeto para a reorganização da Ordem. Com seus esforços, especialmente por viagens a Europa, em 1868 a bula papal Cum Multa Sapienter foi emitida, endossando a nova lei da Ordem e designando três categorias de membros. Na Europa, Valerga garantiu o reconhecimento da Ordem Equestre do Santo Sepulcro por vários reis e príncipes católicos e seus países. Até à sua morte, Monsenhor Valerga concedeu as patentes da Ordem a 1147 cavaleiros de vinte países.
Além do Patriarcado e da Ordem do Santo Sepulcro, em fevereiro de 1858, Mons. Valerga tornou-se Delegado Apostólico para a Síria e o Líbano e Vigário Apostólico de Alepo. Em 1869, teve participação ativa no Primeiro Concílio do Vaticano, especialmente em assuntos envolvendo as Igrejas Orientais; ele também fez dois discursos em 21 de maio e 20 de junho de 1870 defendendo o princípio da infalibilidade papal.
Apesar das dificuldades, Mons. Valerga fundou um seminário em 1852, renovou e fundou inúmeras igrejas e paróquias, inclusive a Co-Catedral do Patriarcado Latino, da qual foi o arquiteto e cuja construção foi concluída em 1872. Também atraiu congregações e sociedades religiosas, além de missionários. O Patriarca pediu o apoio de grandes potências católicas europeias para fortalecer o domínio latino sobre os Lugares Santos, que estavam então sob a autoridade do Império Otomano, mas as questões políticas ao longo dos anos, envolvendo europeus e turcos, muçulmanos, católicos e ortodoxos, impediram de alcançar seu objetivo.
Valerga falava árabe, italiano, caldeu, hebraico, grego, latim, turco, curdo e até francês. Regularmente escrevia sonetos e outras obras poéticas, e chegou até a traduzir os hinos do Breviário para versos italianos. Também tocava harmônio.
Afligido por laringite em 1862, depois cólera em 1865, o Patriarca Valerga morreu de uma "febre perniciosa de cólera" em 2 de dezembro de 1872, após passar mais de uma semana na cama. Ele foi enterrado com uma caixa contendo fotos dos padres do Patriarcado. Vários funerais foram realizados ao redor do mundo, incluindo em Loano, Bruxelas, Paris, Civitavecchia e no Santo Sepulcro.

## Sucessão apostólica
Patriarca Valerga foi o consagrador principal de: 
- Patriarca Vincenzo Bracco (1866)
- Arcebispo Nicolás Castells, OFM Cap. (1866)
- Arcebispo Francesco Domenico Reynaudi, OFM Cap. (1868)
- Bispo Zaccaria Fanciulli, OFM Cap. (1872).[2]

Foi principal co-consagrador de: 
- Patriarca Angelo Francesco Ramazzotti (1850)
- Arcebispo Joseph Sadoc Alemany y Conill, OP (1850)
- Bispo Girolamo Verzeri (1850)
- Carlo Cardeal Sacconi (1851).[2]